# Same Mistake
Same Mistake è un singolo del cantautore britannico James Blunt, pubblicato il 3 dicembre 2007 come secondo estratto dal secondo album in studio All the Lost Souls.

## Descrizione
Scritto da James Blunt e prodotto da Tom Rothrock, il brano è stato pubblicato nel Regno Unito il 3 dicembre 2007 ma la programmazione radiofonica era già partita dal 1º novembre in tutta Europa e negli Stati Uniti.
La canzone è stata modificata per la versione radiofonica; infatti la versione presente sull'album era lunga ben 4:59, mentre quella radiofonica 3:55. Metà della prima strofa e l'intera seconda sono state alterate, cambiando significativamente il contesto del brano.

## Video musicale
Il video della canzone, girato a Toronto il 5 ottobre 2007 e diretto da Jonas Åkerlund (conosciuto per i suoi lavori con Madonna e Christina Aguilera) usa un'insolita tecnica di filmare, dove la telecamera è attaccata sulla parte alta del petto di James Blunt, inquadrando quindi il suo volto continuamente. La telecamera "segue" Blunt in una giornata della sua vita, dal risveglio con una bella donna giovane accanto a lui, alle abluzioni mattutine, alla colazione, alle passeggiate nel quartiere, agli incontri con gli amici, all'apparizione in un minimarket, alla fuga sul retro di una Jeep, fino all'arrivo in un club. Nel locale, Blunt diventa oggetto delle attenzioni di numerose donne, anche se la sua reazione sembra quella di uno zombie. Alla fine lascia il club e torna a casa con una delle donne. I due fanno l'amore, anche se Blunt appare distaccato e annoiato. Il video si conclude con Blunt che canta il verso where did I go wrong? e si addormenta.

## Tracce
CD1
1. Same Mistake – 4:59
2. OpenDisc Feature (Includes "Same Mistake" Acoustic Version) – 4:15

CD2
1. Same Mistake – 4:59
2. 1973 (Ashley Beedle Remix) – 6:34
3. One of the Brightest Stars (Live From The Garden Shed) – 3:00
4. Same Mistake (Video) – 3:58

7"
1. Same Mistake – 4:59
2. One of the Brightest Stars (Live From The Garden Shed) – 3:00

## Classifiche

### Classifiche settimanali
| Classifica (2007-08) | Posizione massima |
| -------------------- | ----------------- |
| Austria              | 12                |
| Belgio (Fiandre)     | 53                |
| Belgio (Vallonia)    | 53                |
| Canada               | 69                |
| Danimarca            | 26                |
| Germania             | 27                |
| Italia               | 19                |
| Paesi Bassi          | 48                |
| Regno Unito          | 57                |
| Repubblica Ceca      | 72                |
| Stati Uniti (pop)    | 32                |
| Svezia               | 25                |
| Svizzera             | 21                |

### Classifiche di fine anno
| Classifica (2008) | Posizione |
| ----------------- | --------- |
| Austria           | 61        |
| Svizzera          | 90        |